# Tripscompagnie
Tripscompagnie (Gro.: Tripskomnij) – wieś w Holandii, w prowincji Groningen. Miejscowość leży na terenie 3 gmin: Hoogezand-Sappemeer, Veendam oraz Menterwolde.